# Ангкор
 Тази статия е за историческия град.  За защитената територия вижте Ангкор (обект на световното наследство).  
Ангкор е област в Югоизточна Азия, на територията на днешното Кралство Камбоджа. По време на Кхмерската империя тя е център на държавата и от този период са останали много архитектурни паметници като религиозния комплекс Ангкор Ват и старата столица Ангкор Том.
Ангкор е било местоположението на поредица столични градове на Кхмерската империя в периода 9 – 15 век от новата ера. Техните руини се намират сред гори и обработваеми площи в северната част на Тонле Сап (Голямото езеро), близо до днешния град Сием Реап. Храмовете в Ангкор са над хиляда, като варират от невзрачни купчини тухли и отломки, разпръснати из оризовите полета, до величествения Ангкор Ват, за който се твърди, че е най-големият религиозен монумент в света. Много от храмовете на Ангкор са реставрирани и в известна степен представляват лицето на кхмерската архитектура. Всяка година те са посещавани от 80 000 – 200 000 туристи.

През 1992 година част от археологическия комплекс става обект от Списъка на световното наследство на Организацията на обединените нации за образование, наука и култура.
- Някои от най-важните храмове и постройки:
- Ангкор Том
- Ангкор Ват
- Байон
- Баконг (Ролуос)
- Баксей-Тямкронг
- Бантай Кдей
- Бантеай Самре
- Бантеай-Срей
- Бапуон
- Чау Сай Тевода
- Крол Ко
- Лолей
- Неак-Пеан
- Източен Мебон и Източен Барай
- Пхимеанакас
- Пном Бахенг
- Пном Кром
- Прасат Краван
- Прасат Суор Прат
- Пре-Руп
- Преах-Кан
- Преах-Ко
- Преах Палилай
- Спеан Тхма
- Срахсранг
- Та Прум
- Та Сом
- Та-Кео
- Тхомманон
- Слонова тераса
- Тераса на прокажения крал
- Западен Мебон и Западен Барай